# Chapakot (Syangja)
Chapakot (nepalski: चापाकोट) – gaun wikas samiti w zachodniej części Nepalu w strefie Gandaki w dystrykcie Syangja. Według nepalskiego spisu powszechnego z 2001 roku liczył on 924 gospodarstw domowych i 4636 mieszkańców (2555 kobiet i 2081 mężczyzn).